# Uniclypea elongata
Uniclypea elongata är en stekelart som beskrevs av Sureshan och T.C. Narendran 1997. Uniclypea elongata ingår i släktet Uniclypea och familjen puppglanssteklar. Inga underarter finns listade i Catalogue of Life.